# 26438 Durling
26438 Durling è un asteroide della fascia principale. Scoperto nel 1999, presenta un'orbita caratterizzata da un semiasse maggiore pari a 2,2487150 au e da un'eccentricità di 0,1032162, inclinata di 3,88244° rispetto all'eclittica.